# Кривая башня
Кривая башня (пол.  Krzywa Wieża) — средневековая башня на территории Старого города в Торуне (Польша), известная значительным отклонением от вертикали (1,46 м).

## История
Башня, стоящая на берегу Вислы, была построена во второй половине XIII века. В то время она являлась частью городских стен и выполняла оборонные функции. В XVIII веке башня была существенно перестроена: в частности, к имевшимся изначально трём стенам была добавлена четвёртая. Изменилось и её предназначение: башня превратилась в тюрьму для женщин.
В XIX веке Кривая башня поочерёдно играла роль кузницы, жилья оружейных дел мастера и просто жилого помещения. В XX веке в ней находились различные общества и организации, связанные с культурой (в том числе городское краеведческое общество), а также кафе и сувенирный киоск.
В 1970-х годах башня реставрировалась; следующая реставрация была осуществлена в 2008 году. В ходе работ были обнаружены росписи на фризе, которые были воссозданы в первоначальном цвете. В ходе реставрации был также полностью обновлён интерьер башни.
В настоящее время в башне находится Торуньский отдел культуры. Она также открыта для посещения: в числе прочего посетители могут выйти на смотровую террасу с видом на набережную Вислы, приобрести сувениры, поставить памятную печать, и т. д. Улица, на которой находится башня, носит название «Под Кривой башней» (пол. Pod Krzywą Wieżą).

## Описание

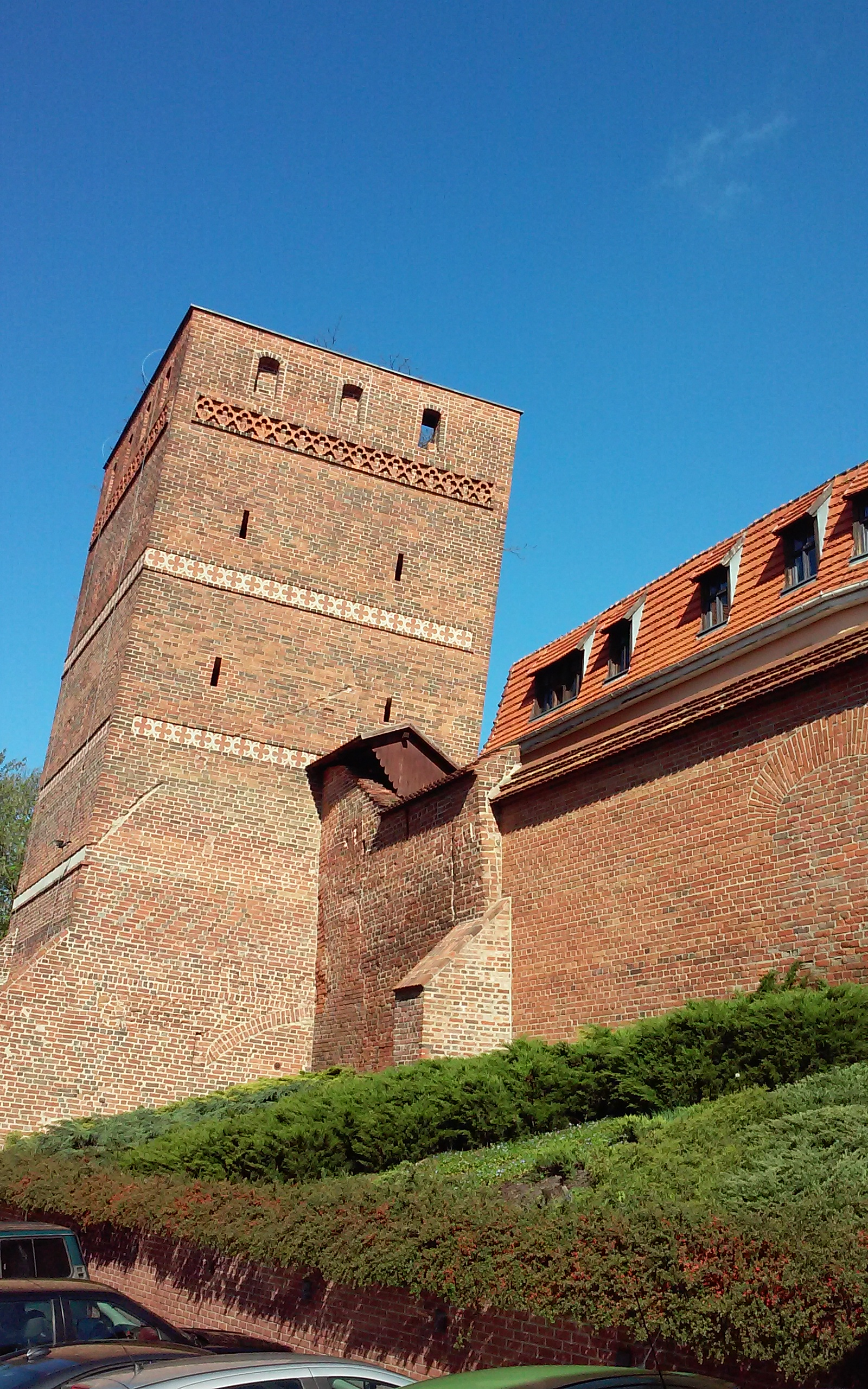
Вид с южной стороны

Башня построена из красного кирпича, в том же стиле, что и остальная часть городских стен. Изначально Кривая башня не была кривой, но со временем она существенно отклонилась от вертикали. Это произошло из-за проседания песчано-глинистого грунта. Отклонение составляет 5° 13' 15", то есть 1,46 м при общей высоте 15 м. Интересно, что это больше, нежели наклон знаменитой Пизанской башни, составляющий всего 3,97°.

## Легенды
C историей Кривой башни связано множество легенд. Наиболее известная из них повествует о тевтонском рыцаре, для которого ничто не было свято и который постоянно бесчинствовал в городе. Наконец, жителям Торуня это надоело; они схватили рыцаря, связали и бросили в подземелье. Там он непрестанно причитал, молил о пощаде и обещал исправиться. В конце концов бургомистр сжалился над рыцарем и повелел горожанам выпустить его. Но те не хотели отпускать рыцаря без всякой кары и потребовали, чтобы он выстроил башню столь же кривую, как и его грехи. Рыцарь взялся за тяжкую работу, однако за месяц ему удавалось выстроить не больше метра. Так он трудился 15 месяцев и построил 15-метровую башню, а каждый сантиметр наклона означал один из его грехов. C тех пор жители Торуня проверяют с помощью башни, насколько чиста у каждого совесть. Для этого нужно стать вплотную к стене, прижавшись к ней спиной и пятками, вытянуть руки вперёд и продержаться в этом положении, считая до 10. Из-за сильного наклона башни выполнить это крайне сложно. Успешно справившиеся с задачей могут даже получить сертификат, подтверждающий чистоту совести.
В действительности башня была построена одновременно с остальным комплексом городских стен и выглядела так же, как и прочие башни. Отклонение от вертикали произошло позднее, хотя, вероятно, уже в XIII веке. В прошлом, однако, некоторые считали, что это кара божья за «кощунственное» открытие Коперника (уроженца Торуня). Это мнение даже достигло Рима и стало одной из причин включения сочинений Коперника в Индекс запрещённых книг.
Ещё одна легенда, связанная с башней и её кривизной, объясняет происхождение названия города. В один прекрасный день Висла, протекая мимо Торуня, увидела башню, которой очень хотелось странствовать, как странствуют реки. Висла пожалела башню и решила рассказывать ей обо всём, что видала и слыхала в чужих краях. Однако башне скоро надоела её болтовня, и между рекой и башней возникла ссора. Висла стала подступать всё ближе к башне, угрожая размыть её. Башне пришлось отодвигаться в сторону города и вскоре она поняла, что долго ей не выстоять. Тогда она взмолилась, чтобы Висла не подступала ближе, не то она упадёт. На что река ответила: «Ну и падай!» (пол. To ruń!). Мимо проходили купцы и задумались, что же за прекрасный город перед ними. Тогда-то и донёсся до них голос реки, а они записали название на карте.